# Тепловое воспламенение
Тепловое воспламенение — протекание экзотермической реакции в условиях прогрессивного самоускорения, обусловленного накоплением выделяющегося в ходе реакции тепла, приводящее к резкому повышению температуры системы. В результате в системе может произойти так называемый тепловой взрыв. 

## Механизм явления
Экзотермическая реакция в зависимости от условий может протекать по-разному. При относительно низких температурах она идёт с малой скоростью и с небольшим разогревом. В этом режиме возможно тепловое равновесие между реагирующей системой и окружающей средой. Такой режим называется стационарным, так как теплоприток от реакции компенсируется теплоотводом в окружающую среду. Однако при изменении условий возможен переход к другому режиму — нестационарному, когда теплоприток от реакции превышает теплоотвод в окружающую среду. Скорость реакции в этом случае возрастает по экспоненциальному закону, температура системы также возрастает, и при определенных условиях происходит тепловое воспламенение (тепловой взрыв). Резкий переход от одного режима к другому может происходить при малом изменении внешних условий. Условия, при которых происходит переход к режиму воспламенения при незначительном изменении внешних воздействий, называются критическими.
При исследовании процессов теплового воспламенения различают реакции нулевого, первого и второго порядка. Для реакций нулевого порядка считают, что их скорость не зависит от степени превращения вещества (от числа прореагировавших молекул), а зависит только от температуры. Математическая постановка задачи в этом случае включает уравнение теплопроводности с нелинейным источником теплоты. В случае реакций первого и второго порядка, когда учитывается изменение скорости реакции от степени превращения вещества, к уравнению теплопроводности добавляется еще уравнение химической кинетики. Математическая постановка задачи в этом случае значительно усложняется, так как интегрированию подлежит система нелинейных дифференциальных уравнений в частных производных.

## Безопасность
Знание процессов теплового воспламенения твёрдых топлив, порохов и взрывчатых веществ имеет важное значение для безопасного изготовления, хранения и применения изделий, содержащих указанные вещества. В процессе снаряжения изделий могут возникать неоднородности сплошной структуры, приводящие в некоторых случаях к преждевременному тепловому воспламенению (тепловому взрыву).